# 大津市立仰木中学校
大津市立仰木中学校（おおつしりつ おおぎちゅうがっこう）は、滋賀県大津市仰木の里五丁目にある公立中学校。

## 沿革
昔はサッカーが強いで有名であった。

## 通学区域
- 大津市立仰木小学校、大津市立仰木の里小学校及び大津市立仰木の里東小学校の通学区域[1]